# (39449) 3486 T-3
3486 T-3 (asteroide 39449) é um asteroide da cintura principal. Possui uma excentricidade de 0.18561530 e uma inclinação de 0.69586º.
Este asteroide foi descoberto no dia 16 de outubro de 1977 por Cornelis Johannes van Houten e Ingrid van Houten-Groeneveld e Tom Gehrels em Palomar.